# Cypresslummer
Cypresslummer (Lycopodium tristachyum) är en lummerväxtart som först beskrevs av Frederick Traugott Pursh, och fick sitt nu gällande namn av J. Holub. Diphasiastrum tristachyum ingår i släktet Diphasiastrum och familjen lummerväxter. Inga underarter finns listade i Catalogue of Life.